# Perseo (matematico)
Perseo (II secolo a.C.) è stato un matematico greco antico,   a cui è attribuita la scoperta delle sezioni spiriche.

## Biografia
Sono noti solo pochi dettagli della sua vita, dato che il suo nome si trova menzionato
solo in due scritti di Proclo; in questi riferimenti non si trova alcuna indicazione né sul suo luogo di nascita né su quello di morte. Inoltre, nessuna delle sue opere è giunta fino a noi.
È però possibile porre le sue date di nascita e morte entro certi limiti temporali grazie 
alle informazioni note. 
Nel primo scritto, Proclo afferma che Perseo è collegato alla scoperta delle cosiddette sezioni spiriche così come Apollonio di Perga è legato a quella delle sezioni coniche. Nel secondo, invece, riporta delle parole di Gemino, secondo il quale Perseo scrisse un epigramma sulla sua scoperta: "Avendo scoperto tre curve su cinque sezioni, Perseo rese grazie agli dei...".
Se ne deduce dunque che Perseo dev'essere vissuto dopo Apollonio (che è un matematico del III secolo a.C.) e prima di Gemino (che visse invece nel I secolo a.C.): tradizionalmente, egli viene collocato tra il 180 a.C. e il 120 a.C. e la sua scoperta delle sezioni spiriche viene fatta risalire al 150 a.C.

## Le sezioni spiriche
I riferimenti citati non forniscono abbastanza dettagli per capire con esattezza ciò che Perseo ha scoperto, ma ci danno solo alcune indicazioni sommarie.
Al giorno d'oggi una sezione spirica è descritta come intersezione di un toro con un piano
parallelo all'asse di simmetria rotazionale del toro. 
Invece, Proclo definisce anzitutto superficie spirica una superficie generata dalla rivoluzione di una circonferenza intorno a una retta chiamata asse di rivoluzione e sempre giacente nello stesso piano di questo asse.
Esistono quindi tre tipi distinti di superfici spiriche a seconda del fatto che l'asse di
rivoluzione intersechi la circonferenza, sia tangente a essa oppure a essa esterna.
Una sezione spirica è allora una curva prodotta quando un piano parallelo all'asse di rivoluzione taglia la superficie spirica.
Comunque, è piuttosto difficile capire che cosa significhi "avendo scoperto
tre curve su cinque sezioni...". In effetti, sezionando un toro con un piano parallelo al suo asse di simmetria si possono ottenere cinque sezioni differenti: la prima è un ovale, la seconda è una curva di transizione fra il primo e il terzo caso, che è rappresentato da una curva chiusa più stretta al centro. Il quarto è il caso dell'ippopede, studiato da Eudosso. Infine l'ultimo caso consiste di due curve chiuse mutuamente speculari, cioè posizionate simmetricamente rispetto ad un asse nel loro piano. 
Le tre curve specificate da Proclo sembrano corrispondere al primo, terzo e quarto caso. 
Paul Tannery ipotizza che Proclo abbia commesso un errore e che
avrebbe dovuto scrivere «trovando tre curve in aggiunta a cinque sezioni...»; in particolare, egli sostiene che è possibile determinare altre tre sezioni simili ai primi tre casi, ma con un ovale in mezzo.
Altri storici ipotizzano, invece, che la frase di Proclo possa essere letta come la scoperta, da parte di Perseo, di cinque sezioni, solo tre delle quali davano nuove curve, mentre le altre due erano collegate alle prime e pertanto non considerate nuove. 